# Territorios británicos del Pacífico Occidental
Los Territorios Británicos del Pacífico Occidental (en inglés: British Western Pacific Territories) era el nombre de una entidad colonial, creada en 1877, para la administración, bajo un solo representante de la Corona británica, al estilo del Alto Comisionado para el Pacífico Occidental, de una serie de islas del Pacífico en Oceanía y sus alrededores. A excepción de Fiyi y las Islas Salomón, la mayoría de estas posesiones coloniales eran relativamente menores.

## Historia
La composición de los territorios varió con el tiempo. Los miembros más duraderos fueron Fiyi (de 1877 a 1952) y las Islas Salomón, desde 1893 hasta 1976. Entre 1942 y 1945, la Alta Comisión fue suspendida. Mientras que la mayoría de las islas estaban bajo la administración militar británica, las Islas Salomón y las Islas Gilbert quedaron bajo la ocupación japonesa.
La posición del Alto Comisionado del Pacífico Occidental fue formalizada por la Orden del Pacífico Occidental en el Consejo de 1877 por el Consejo Privado del Reino Unido. En el artículo 12 se estableció un Tribunal del Alto Comisionado para el Pacífico Occidental.
En 1952, Fiyi fue separado del Alto Comisionado. Posteriormente, el puesto del Alto Comisionado se trasladó a Honiara, en las Islas Salomón, y el Alto Comisionado era también Gobernador de las Islas Salomón. Sin embargo, el Tribunal del Alto Comisionado siguió reuniéndose en Suva, y el presidente del Tribunal Supremo de Fiyi siguió siendo Comisionado Judicial Principal durante otro decenio, hasta 1962, año en que se separaron las dos oficinas. En virtud de la Orden del Consejo sobre los tribunales del Pacífico Occidental, publicada el 15 de agosto de 1961 y en vigor desde el 9 de abril de 1962, el Tribunal del Alto Comisionado pasó a denominarse Tribunal Superior del Pacífico Occidental y se trasladó a las Islas Salomón. El tribunal estaba compuesto por un Presidente de la Corte Suprema (como se cambió el nombre de la oficina del Comisionado Judicial Principal) y dos jueces puisne, uno con base en Port Vila, Nuevas Hébridas (ahora Vanuatu), y el otro en Tarawa, Islas Gilbert y las Islas Ellice (ahora Kiribati y Tuvalu).
La mayoría de los grupos de islas habían logrado la independencia o el autogobierno interno en 1971. El 2 de enero de 1976, después de que a casi todos se les otorgó la condición de Estado por separado, se abolió la oficina del Alto Comisionado y la entidad de los Territorios del Pacífico. Sin embargo, un remanente de la Alta Comisión es el derecho de apelación de los tribunales de muchas naciones insulares ante el Tribunal de Apelación de Fiyi, que persistió hasta finales del decenio de 1970. Con la independencia de Kiribati en 1980, todas las islas que formaban parte de los Territorios (excepto las Islas Pitcairn) habían logrado la independencia o habían sido anexadas a otras entidades.
En 2002, los registros archivados de esta Alta Comisión fueron transferidos a Nueva Zelanda, y ahora se encuentran en las Colecciones Especiales de la Biblioteca de la Universidad de Auckland.

## Grupos de islas

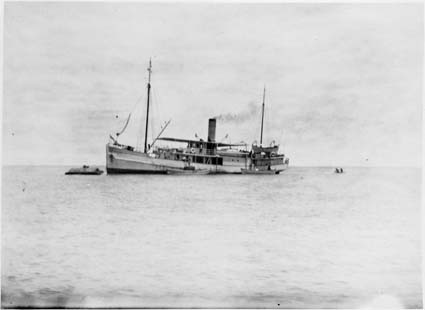
SS Tokelau - Gobierno Steamer Gilbert y protectorados de las islas Ellice (30 de abril de 1909)

- Islas Gilbert y Ellice (1892 a 1971) – ahora independientes por separado, como Kiribati (en Micronesia) y Tuvalu (en Polinesia) respectivamente

### En Polinesia
- Islas Canton y Enderbury  (1939 a 1971) – ahora parte de Kiribati
- Islas Cook (1893 a 1901) – 15 islas pequeñas, ahora una democracia parlamentaria autónoma en asociación libre con Nueva Zelanda
- Isla Savage, también conocida como "Roca de la Polinesia" (1900 a 1901), ahora Niue; actualmente un estado autónomo en libre asociación con Nueva Zelanda.
- Islas Fénix (hasta 1939), los ocho atolones casi deshabitados son actualmente parte de Kiribati
- Islas Pitcairn (1898 a 1952) – un territorio británico de ultramar actual
- Tonga (1900 a 1952) – un reino nativo, independiente desde 1970
- Islas de la Unión (1877 hasta 1926) – ahora Tokelau, un territorio dependiente de Nueva Zelanda

### En Micronesia
- Nauru (Isla Pleasant)[4][5] 1914 hasta 1921. Después de la Primera Guerra Mundial, Nauru se convirtió en un territorio del Mandato de la Sociedad de las Naciones, administrado por Australia; en 1947, las Naciones Unidas aprobaron la correspondiente administración de fideicomiso de las Naciones Unidas; logró la independencia en 1968

### En Melanesia
- Fiyi (1877 a 1970) – ahora independiente
- Islas Salomón británicas (1893 a 1971) – ahora independientes como Islas Salomón
- Nuevas Hébridas (1906 a 1971), un condominio franco-británico, ahora independiente como Vanuatu